# Espíntria

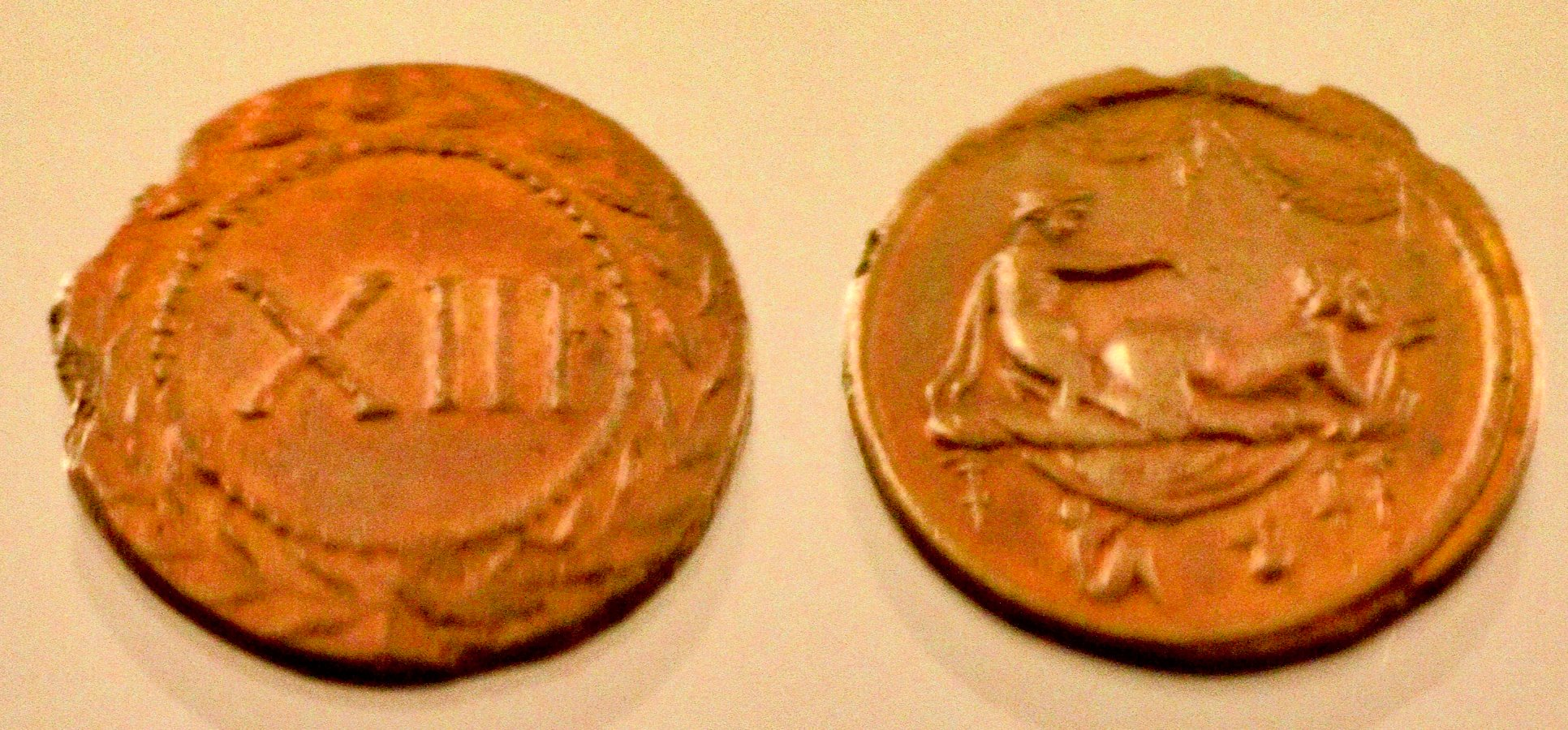
Espíntria de bronze exposta numa exibição em Salzburgo, Alemanha

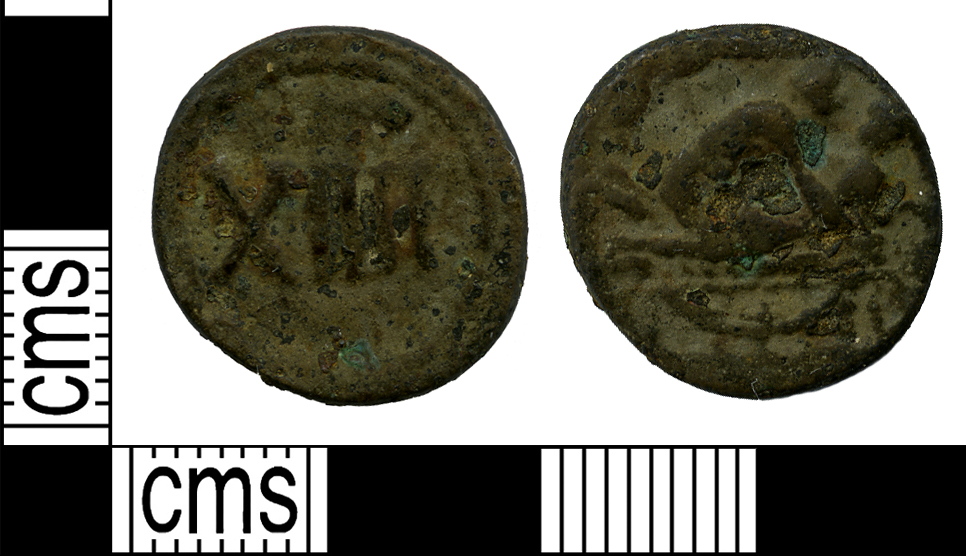
Espíntria descoberta em Putney, Inglaterra

Espíntria (em latim: Spintria; pl. spintriae) é o termo que, segundo Suetônio, denota o inventor(a) de monstruosidades obscenas, tais como aqueles patrocinadas e empregadas pelo imperador romano Tibério (r. 14–37). É também um termo moderno empregado para descrever um antigo sinal romano (téssera) em bronze ou latão comum durante o reinado do Tibério. As espíntrias contêm 15 diferentes representações de atos de copulação ou felação de um lado e, na maioria das vezes, um número entre I-XVI.
Antiquaristas e numismatas dividem opiniões a respeito da real utilização das espíntrias. Alguns sugeriram que eram emitidas para ridicularizar e expor o imperador, que fez da ilha de Capraia o cenário de seus prazeres brutais. Outros argumentam que eram emitidas por ordens expressas do antigo posto do imperador ou que eram utilizadas em festivais dedicados a Vênus, ou então na Saturnália ou Florália. Há inclusive quem sugira que eram cunhadas para serem arremessadas, em chuveiros, entre as multidões de metrópoles corruptas, que se reuniram para a exibição pública de espetáculos licenciosos, e que foram o tipo aludido num epigrama de Marcial. O numismata Theodore V. Buttrey sugere que elas eram utilizadas como peças de jogo.
Segundo Suetônio, carregar um anel ou uma moeda portando a imagem do imperador numa latrina ou bordel podia ser motivo para acusação de traição (maiestas) sob Tibério. Sob Caracala (r. 211–217), um equestre foi sentenciado à morte por levar uma moeda com a silhueta do imperador num bordel. Tais informações levaram alguns estudiosos a suporem que as espíntrias eram usadas para pagar prostituas, de modo que os números I, III e VIII neles gravados, por vezes precedidos pelo letra A, representavam sua correspondência em asse, enquanto o XVI representava sua correspondência com o denário.